# Lillian Gay Berry
 (mars 2024).
Lillian Gay Berry (1872-1962) est une universitaire américaine. 

## Biographie
Elle enseigne pendant plus de quatre décennies[évasif] à l'Université de l'Indiana, où elle est la première femme à être promue professeure titulaire à l'Université de l'Indiana.